# 华安南海溪蟹
华安南海溪蟹（学名：Nanhaipotamon huaanense）为溪蟹科南海溪蟹属的动物。在中国大陆，分布于福建等地，多生活于海拔500 米左右的稻田沟渠泥洞中。